# مارستونز ميلز
قالب:Infotest
مارستونز ميلز (بالإنجليزية: Marstons Mills, Massachusetts)‏ هي منطقة سكنية تقع في الولايات المتحدة في مقاطعة بارنستابل.